# Mandy Bruno
Mandy Bruno (* 20. September 1981 in Phoenix, Arizona) ist eine US-amerikanische Schauspielerin.

## Leben
Bruno wurde als High-School-Schülerin in den Medien bekannt, als sie in einer Amateuraufführung des Musicals Jesus Christ Superstar in der Rolle des Jesus auftreten wollte und sich deswegen mit der Leitung der katholischen Schule stritt. Die Schulleitung setzte sich schließlich durch und Bruno übernahm die Rolle des Pilatus.
Sie studierte Theater- sowie Tanzkunst auf dem Otterbein College in Ohio und erwarb den Titel Bachelor of Fine Arts. Ihr wurde während ihres Studiums eine Rolle in der Fernsehserie Springfield Story angeboten. Seit dem Jahr 2004 trat sie in über 200 Folgen dieser Serie auf (Stand: Juni 2008) und wurde im Jahr 2006 für den Daytime Emmy nominiert. Im Jahr 2007 spielte sie in einem Broadway-Theater im Stück Les Misérables.
Seit 2011 ist sie mit ihrem Kollegen Robert T. Bogue verheiratet. Zusammen haben sie einen Sohn.

## Filmografie (Auswahl)
- 2004–2009: Springfield Story (The Guiding Light, Fernsehserie)